# Julie Tavlo Petersson
Julie Tavlo Petersson (født 20. oktober 1989) er en dansk fodboldspiller, der spiller for Brøndby. Siden 2012 har hun været en del af Danmarks kvindefodboldlandshold.

## Karriere

### Klub
I januar 2014 forlod Tavlo Petersson Tasstrup og underskrev kontrakt med Brøndby.
I sommeren 2020 forlod hun Brøndby til fordel for Logroño i den bedste spanske række Primera División.

### International
I december 2012 fik Tavlo Petersson sin debut på A-landsholdet, da hun blev skiftet ind i anden halvleg for Sofie Junge Pedersen i Denmarks 5–0 sejr over Mexico i São Paulo, Brasilien.

## Personligt
Tavlo Petersson har kombineret fodboldkarrieren med studier ved University College Sjælland og arbejder som undervisningsassistent.